# 百日咳
百日咳（英語：pertussis）是一種高度傳染性的細菌性傳染病。一開始的病徵通常類似於普通感冒，會有流鼻水、發燒和輕微咳嗽等症狀。之後幾周會伴隨著劇烈咳嗽，就連呼吸時也會發出高音調的「呼哮」聲（whoop）。這種現象可能持續超過一百天或是十周。被感染者有可能因為咳得太嚴重而有想吐、感到疲倦的情況，甚者咳到肋骨斷裂。未滿足歲的幼兒咳嗽的情況可能並不明顯，但卻會出現好幾次呼吸暫時停止的情形。一般而言，從感染百日咳到病發的潛伏期為7到10天，而百日咳也會在那些已經打過疫苗的人身上出現較輕微的症狀。
百日咳是由百日咳桿菌引起的疾病，可藉由已感染者的咳嗽或噴嚏而傳播給他人，是空氣傳播疾病的一種。病患對他人的傳染性是從疾病開始一直延續到約三週後開始產生劇烈咳嗽後，但若以抗生素治療五天後將不再具備傳染性。針對此疾病的檢驗主要是使用鼻咽腔捲棉拭子來進行，檢體可再經由細菌培養或是聚合酶連鎖反應來檢驗並確認。
百日咳的預防主要藉由施打疫苗來執行。建議在六到八周的年齡初次接種，並在兩歲前接種四劑。疫苗的功效會隨時間變差，因此建議年齡較大的兒童及成人追加施打。對於已暴露在及有罹患嚴重疾病風險的人來說，抗生素可用來預防此疾病。對於罹患此疾病的人來說，在初期症狀的三周內服用抗生素是有效的，但若超過這個時間，對大多數人幾乎沒有效果。建議未滿一歲兒童及孕婦在症狀出現六周內服用。用來治療的抗生素包括紅霉素、阿奇霉素及複方新諾明。目前對於這些藥物治療咳嗽的功效仍沒有足夠證據。許多未滿一歲的兒童需要住院。
據估計，百日咳每年在全世界感染約1600萬人。大部分的病例都發生在開發中國家，且各個年齡層的人們都有遭受感染的可能。在2013年，百日咳而死亡的病患由1990年的138000人降至61000人。感染百日咳的兒童有近2%不滿足歲即死亡。第一次關於百日咳大規模爆發的記載是在16世紀，1906年人們終於發現造成百日咳的病原體，直到1940年代百日咳疫苗才問世。

## 傳染途徑
人為百日咳桿菌的唯一宿主，其主要侵犯的對象是孩童，有一半的個案是一歲以下的嬰兒，且此病較常發生在女孩身上。傳染途徑主要是由空氣傳染（間接）或飛沫傳染（直接），病菌經由患者呼吸道之飛沫散播後，進入易感宿主之呼吸道而傳染，並不需要經由媒介物傳染。感染性病菌經常是經由兄弟姊妹或父母帶回家散播。早期陣發性咳嗽未出現之前疾病具有高度傳染性，之後傳染力逐漸降低，約三週之後，縱使病人仍有持續痙攣性咳嗽或哮喘亦不具傳染性。

## 症状及体征
百日咳的典型症状是发作性（阵发性）咳嗽，吸气哮鸣音，面色苍白，可能在剧烈咳嗽后伴有呕吐。百日咳的咳嗽已经发现可以导致结膜下出血，肋骨斷裂，尿潴留，疝，咳嗽后晕厥，以及椎动脉夹层.剧烈的咳嗽可以导致胸膜破裂，导致气胸。如果在咳嗽后或者咳嗽时发生高调吼声后发生呕吐，诊断百日咳的可能性加倍。另一方面，不存在发作性（阵发性）咳嗽或咳嗽后呕吐的患者不太可能是百日咳

### 前驅期
前驅期又稱為「卡他期」（catarrhal stage），通常为7~10天，可能扩展至4~21天，很少超过42天，在这之后通常只有轻微的呼吸道症状，病初与一般上呼吸道症状相似，患儿可伴有轻微发热、打喷嚏、流涕等上感症状，此时病菌在气管、支气管粘膜上生长繁殖，刺激呼吸道粘膜，引起呼吸道粘膜炎症3天左右后症状减轻，唯咳嗽加重，渐渐转变成阵发性痉挛性咳嗽一般为1～2周。

### 痉咳期
在1~2周后，咳嗽通常进展至无法控制，阵发性痉挛性咳嗽是本期特点。痉咳发生时，先是频繁短促的咳嗽十多声以至数十声，患者处于呼气状态，随之是一次深长吸气，但此时喉部仍是痉挛状态，气流通过紧张狭窄的声门发出一种高调的吼声(即高调吸气回声)，如鸡鸣或犬吠样(即鸡鸣样咳嗽)。如此反复上述咳嗽过程，直至把呼吸道积聚的粘痰咳出为止。由于剧咳，可致呕吐、大小便失禁、面红耳赤、口唇发绀、张口伸舌。剧咳可致上腔静脉回流受阻，出现颜面、眼睑浮肿，重者鼻粘膜、眼结膜出血，咯血，甚至颅内出血。成组出现的咳嗽可以自行发生，也可以由哈欠，伸展，大笑，进食或者大叫诱发。若无继发感染，一般体温正常，肺部无阳性体征，或有患百日咳的儿童不固定的啰音。新生儿及6个月以内婴儿多无痉咳及特殊吼声，而是阵发屏气、紫绀，易惊厥、窒息而死亡。成人患者多数有典型症状，但也可能仅有几周干咳，大多仍坚持工作，并作为传染源，对此应予重视。痉咳期长短与治疗的迟早、病情轻重有关，短者数天，长者可达2月，一般为2周～6周。

### 恢复期
随着阵发性痉咳逐渐减少或消失，气管、支气管粘膜上的病菌被排除与消灭，疾病进入恢复健康的阶段，此期约历经1周~2周。此期的标志是痉咳在频率和严重程度上均减少，呕吐消失。在咳嗽后出现高调的吼声在疾病本身已经清除后还会持续一段较长的时间。

## 疫苗
百日咳的疫苗主要是混合型的“百白破”（DTaP）三联混合疫苗（百日咳、白喉和破伤风）。